# Роберт Шіен
Роберт Шіен (нар. 7 січня 1988) — ірландський актор. Він найбільш відомий такими телевізійними ролями, як Нейтан Янг у Misfits, Даррен Трісі у Love/Hate та Клаус Харгрівз у Академія Амбрелла , а також такими ролями у кіно, як Том Натсуорті у Смертні машини та Саймон Льюїс у Знаряддя смерті: Місто кісток.
Шіен отримав кілька номінацій на премію Ірландського кіно та телебачення та номінацію на премію Британської телевізійної академії. У 2020 році він потрапив під номер 41 у списку найкращих кіноакторів Ірландії The Irish Times.

## Раннє життя
Шіен народився в Портлауз, графство Лаос. Він наймолодший із трьох дітей, народжених Марією та Джо Шіеном, який був поліцейським.
У школі він грав на банджо, борані та ложках, жартуючи, що він схожий на «Лука з ложками»; він також брав участь у Fleadh Cheoil.
Шіен відвідував школу Святого Павла в Портлауазі. Не впевнений у тому, чи акторська професія є стабільним вибором, він вивчав кіно та телебачення в Технологічному інституті Голвей-Мейо. Він пропустив кілька місяців курсу, щоб зняти «Літо літаючих тарілок», провалив іспити за перший курс і вирішив не намагатися повторювати.

## Кар'єра
Шіен зацікавився акторською майстерністю в початковій школі, коли зіграв Олівера в фільмі «Олівер з вигадкою». У віці чотирнадцяти років він пройшов прослуховування для Пісня для ізгоя і виграв роль, провівши три місяці в Корку для зйомок. Пізніше він приєднався до театральної групи Laois Open Door і зіграв хлопчика-каліку в постановці «Каліка з Інішмаана». У віці 16 років Шіен з'явився в австралійському телешоу Foreign Exchange. Після цього він зіграв ролі в «Клініці» та "Тюдорах " і зіграв короля Франції Людовика XIV у «Молодих лезах». У 2008 році він з'явився в телевізійній комедійній драмі Rock Rivals and Bitter Sweet з двох частин. Протягом цього часу він також знімався у фільмах, у тому числі «Примарний ліс».

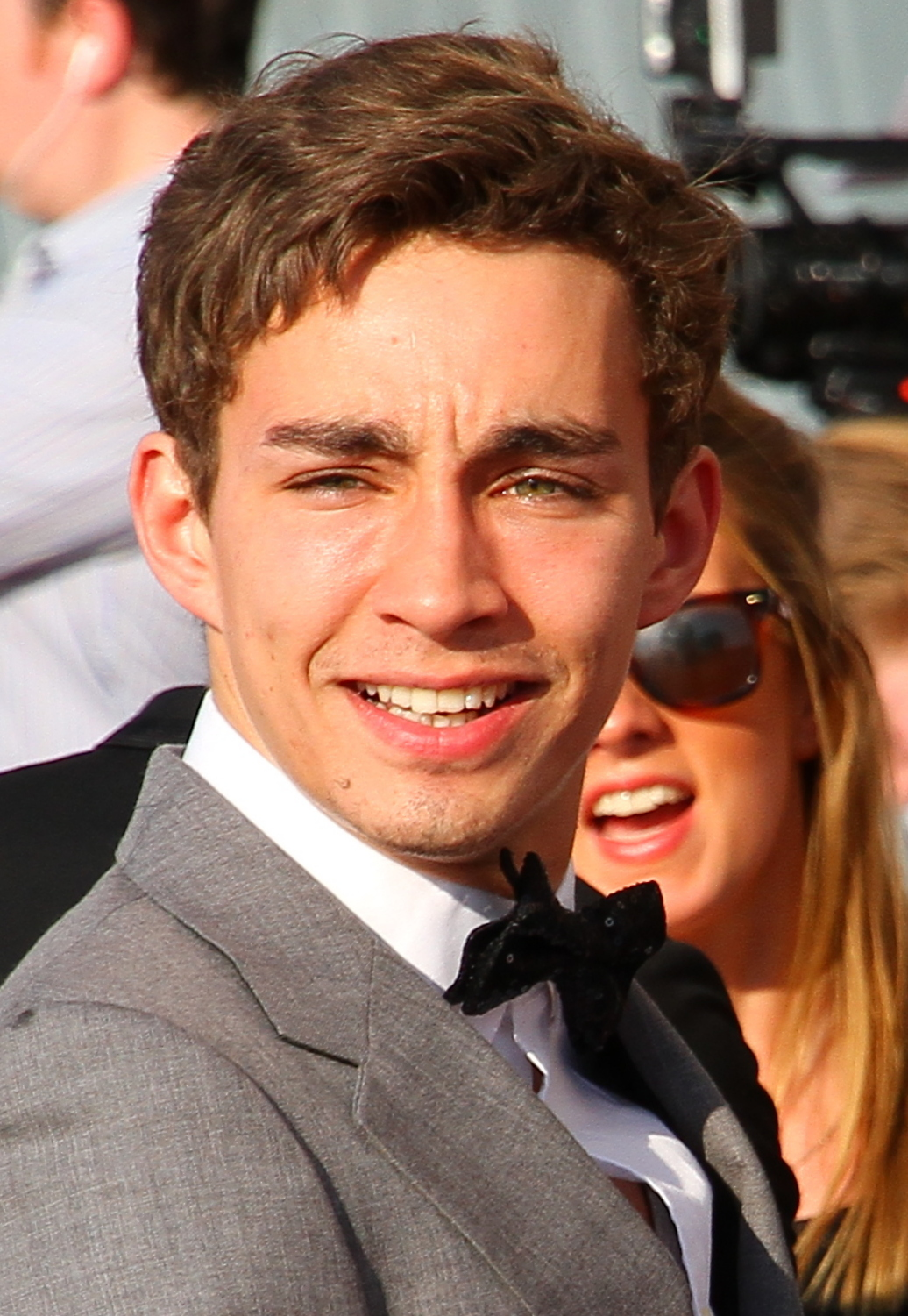
Шіен на церемонії вручення телевізійних нагород BAFTA у травні 2012 року

Після закінчення Технологічного інституту Голуей-Мейо Шіен зіграв одну з головних героїв у «Вишневій бомбі» у 2009 році У березні 2009 року він з'явився в ролі BJ в трилогії Channel 4 Red Riding. Шіен назвав цю роль «вагомою» та «кроком вперед» у порівнянні з його попередньою роботою, і вважає, що шоу змінило його кар'єру.
З 2009 по 2010 рік він зіграв Нейтана Янга, юного злочинця, у перших двох сезонах британського телесеріалу Покидьки. У квітні 2011 року було оголошено, що Шіен не повернеться в серіал у третьому сезоні. Вважаючись «культовим», Шіен «інтенсивно» пов'язувався з цією роллю, яку він пізніше назвав «визначальною» та «чудовою, чудовою пам'яттю для мене» і зауважив, що це «складно» залишити це позаду. У травні 2011 року він був номінований на премію BAFTA в категорії «Актор другого плану» за роль у фільмі «Невдахи». Починаючи з 2010 року, він грав Даррена, члена гангстерського клубу Дубліна у фільмі «Любов/Ненависть». Він погодився на роль, тому що хотів працювати зі Стюартом Кероланом і Дейвом Кеффрі, і знявся в трьох сезонах. Після виходу з серіалу всюдисущу синю толстовку його персонажа подарували театру Dunamaise у Портлоазі, і він зазначив, що «важко дивитися, як [шоу] продовжується без [мене]». Він був номінований на премію Ірландського кіно та телебачення за цю роль у 2011 та 2013 роках У 2011 році Шіен зіграв Кея в «Час відьом» разом з Ніколасом Кейджем і Роном Перлманом.
Шіен був номінований на премію Irish Film and Television Award у категорії «Висхідна зірка» у 2010 році Наступного року він знявся у фільмі "Убити Боно " і в постановці Джона Кроулі «Плейбой західного світу» в театрі «Олд Вік». Шіен знявся у другому сезоні кримінально-драматичного серіалу BBC «Обвинувачений», який вийшов у 2012 році Він зіграв Саймона Льюїса у фільмі 2013 року "Знаряддя смерті: Місто кісток ", а потім зіграв ролі у фільмах «Аніта Б.», "Дорога всередині ", "Місяцеходи « та „Посланник“ у 2014 та 2015 роках Наприкінці 2015 року він зіграв Річарда III у відновленій Тревором Нанном „Війни троянд“, адаптації п'єс Вільяма Шекспіра „Річард III“ і трьох частин „Генріх VI“. У 2018 році в інтерв'ю Hot Press Шіен описав цю роль як свою улюблену за останній час, посилаючись на „магію“ та „неперевершений досвід“ перебування на сцені.
Прем'єра фільму „Пісня про Суей Лейк“ відбулася на кінофестивалі в Лос-Анджелесі в 2017 році, а наступного року вийшов у прокат. Він був знятий до 2014 року, і, розмірковуючи про роль у 2019 році, Шіен описав себе як „надзвичайно пишається“. У 2017 році він також з'явився в Geostorm і знявся у другому сезоні Fortitude, за що був номінований на премію Irish Film and Television Award. У 2018 році він з'явився у фільмі „Геній: Пікассо“ в ролі Карлоса Касагемаса та в спеціальному різдвяному випуску The Young Offenders як карикатурну версію самого себе. Він також знявся в кількох фільмах; він зіграв разом з Девідом Теннантом у фільмі „Поганий самаритянин“, знявся у нео-нуарному фільмі „Німий і знявся у фільмі «Смертельні машини» в головній ролі Тома Натсуорсі.
У 2019 році він знявся в серіалі Netflix Original Академія Амбрелла в ролі Клауса Харгрівза.
15 жовтня 2021 року Шіен опублікував свій дебютний роман Disappearing Act: A Host of Other Characters in 16 Short Stories.
У серпні 2022 року він був обраний на роль одного з головних лиходіїв у фільмі «Руда Соня» 2024 року. Він зіграє Драйгана.

## Особисте життя
Шіен живе в Лондоні. Він також жив у Лос-Анджелесі.
Він відкрито говорив про експерименти зі своєю сексуальністю в молодості, але ідентифікував себе як гетеросексуал.
Він перебував у стосунках з актрисою Софією Бутелла з березня 2014 року до жовтня 2018 року

## Фільмографія

### Кіно

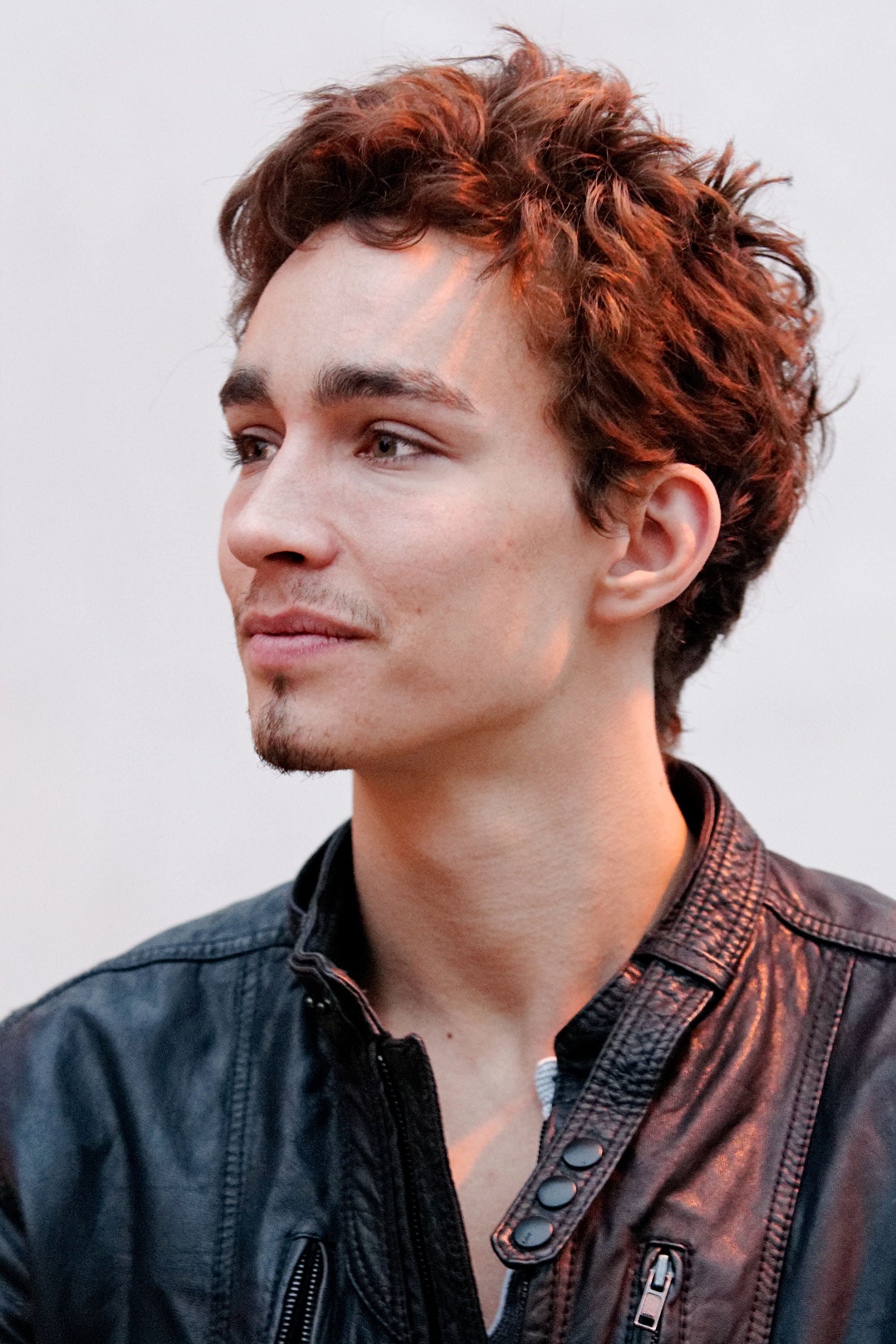
Шихан на кінофестивалі Minghella, березень 2011 року

| Рік  | Назва                         | Роль           | Примітки       | Ref.   |
| ---- | ----------------------------- | -------------- | -------------- | ------ |
| 2003 | Куайнін                       | Син Дункана    | Короткий фільм |        |
| 2003 | Пісня для ізгоя               | О'Райлі 58     |                |        |
| 2003 | A Dublin Story                | Годинник       | Короткий фільм |        |
| 2006 | Ghostwood                     | Тім            |                |        |
| 2007 | Творець                       | Конор Баклі    | Короткий фільм |        |
| 2008 | Літо літаючих тарілок         | Денні          |                |        |
| 2008 | Lowland Fell                  | Марк           | Короткий фільм |        |
| 2009 | Cherrybomb                    | Люк            |                |        |
| 2011 | Воруши ластами                | Рей            | Роль голосу    | [ 34 ] |
| 2011 | Час відьом                    | Кей            |                | [ 35 ] |
| 2011 | Демони ніколи не вмирають     | Арчі Іден      |                |        |
| 2011 | Убити Боно                    | Іван Маккормік |                |        |
| 2013 | Знаряддя смерті: Місто кісток | Саймон Льюїс   |                |        |
| 2014 | Аніта Б.                      | Елі            |                |        |
| 2014 | Дорога всередині              | Вінсент Роадс  |                |        |
| 2015 | Місяцеходи                    | Леон           |                |        |
| 2015 | Посланник                     | Джек           |                |        |
| 2016 | Реактивне сміття              | Лі             | Також продюсер | [ 36 ] |
| 2017 | Три літа                      | Роланд         |                | [ 11 ] |
| 2017 | Геошторм                      | Дункан Тейлор  |                |        |
| 2017 | Пісня озера Свей              | Микола         |                |        |
| 2018 | Німий                         | Люба           |                |        |
| 2018 | Лігво монстра                 | Шон Фалько     |                |        |
| 2018 | Смертельні машини             | Том Натсуорсі  |                |        |
| 2025 | Руда Соня                     | Драйган        |                | [ 31 ] |

### Телебачення
| рік            | Назва                | Роль             | Примітки                                                           | Ref.   |
| -------------- | -------------------- | ---------------- | ------------------------------------------------------------------ | ------ |
| 2004 рік       | Іноземна валюта      | Кормак Макнамара | Серія регулярна                                                    |        |
| 2005 рік       | Молоді леза          | Людовик XIV      | Серія регулярна                                                    |        |
| 2006 рік       | The Clinic           | Шейн Хантер      | Епізод: #4.03                                                      |        |
| 2006 рік       | Хлопці Бела          | Макс             | Епізод: #2.10                                                      |        |
| 2008 рік       | The Tudors           | Учень            | Епізод: <i id="mwAgU">Усе прекрасно</i>                            |        |
| 2008 рік       | Рок-суперники        | Еддісон Теллер   | Серія регулярна                                                    |        |
| 2008 рік       | Гірко-солодкий       | Ліам             | Телевізійний міні-серіал                                           | [ 34 ] |
| 2009 рік       | Червона верхова їзда | BJ               | Телевізійний міні-серіал                                           |        |
| 2009–2010 роки | Невідповідності      | Натан Янг        | Регулярний серіал (1–2 сезони; 13 епізодів, 1 інтернет-міні-серія) |        |
| 2010 рік       | На підході           | Джейсон          | Епізод #5.07: Dip                                                  |        |
| 2010–2013 роки | Любовна ненависть    | Даррен Трейсі    | Регулярний серіал (1–3 сезони; 16 серій)                           |        |
| 2011 рік       | The Borrowers        | Проливник        | Телевізійний фільм                                                 | [ 37 ] |
| 2012 рік       | Обвинувачений        | Стівен Картрайт  | 2 епізоди: Історія Стівена, Історія Тіни                           |        |
| 2012 рік       | Я і місіс Джонс      | Біллі            | Серія регулярна                                                    | [ 38 ] |
| 2017 рік       | Сила духу            | Владек Клімов    | Серія регулярна (серія 2)                                          |        |
| 2018 рік       | Геній: Пікассо       | Карлос Касагемас | 4 епізоди                                                          |        |
| 2018 рік       | Юні правопорушники   | себе             | Епізод: Різдвяний спец                                             |        |
| 2019–тепер     | Академія Амбрелла    | Клаус Харгрівз   | Головний акторський склад                                          |        |
| 2022 рік       | Останній автобус     | Dalton Monkhouse |                                                                    |        |

## Нагороди та відзнаки
У вересні 2013 року Шіен був нагороджений Літературно-історичним товариством Дублінського університетського коледжу. У жовтні 2015 року він отримав медаль Берка за внесок у дискурс через мистецтво від Історичного товариства коледжу Трініті-коледжу Дубліна.